# Wiederbewaffnungsdiskussion
Die Wiederbewaffnungsdiskussion wurde von 1949 bis 1956 geführt und beschäftigte sich mit der Wiederbewaffnung der Bundesrepublik Deutschland. Kurz nach Ende des Zweiten Weltkrieges wurde diese wegen der noch anhaltenden Kriegsmüdigkeit und der erstarkenden Friedensbewegung heftig diskutiert.

## Geschichtlicher Hintergrund der Aufrüstungsdiskussion
Deutschlands Zusammenbruch gegen Ende des Zweiten Weltkrieges führte am 8. Mai 1945 zur bedingungslosen Kapitulation der Wehrmacht. Weder in den Pariser Friedensverträgen noch der Moskauer Außenministerkonferenz wurde daraufhin eine Einigung der Siegermächte über ein deutsches Selbstbestimmungsrecht erzielt. Die Differenzen in dieser Frage und in der Frage der staatlichen Neugestaltung nahmen weiter zu, als die Truman-Doktrin („containment“ bzw. „Eindämmung“ des Kommunismus) veröffentlicht wurde. Bekanntester Teil dieser Doktrin ist heute wohl der Marshall-Plan, der ein europäisches Wiederaufbauprogramm durch US-Lieferungen von Waren und Material sowie Finanzhilfen vorschlug und der von der Führung der UdSSR als „Instrument des Dollarimperialismus“ zurückgewiesen wurde.
Als eine Konsequenz dieser gespaltenen politischen Lage wurden 1949 in Westdeutschland die Militärgouverneure der alliierten Besatzungsmächte von Hohen Kommissaren abgelöst und im August 1949 der erste Deutsche Bundestag gewählt. Das vordringlichste Ziel der unter Bundeskanzler Konrad Adenauer gebildeten Regierungskoalition aus Union, FDP und DP bestand darin, die gerade aufgebaute Bundesrepublik in das neue Bündnissystem zu integrieren. In dieser ersten Wahlperiode trat Deutschland 1950 dem frisch gegründeten Europarat bei und schloss sich 1952 der auf Initiative Frankreichs gebildeten Europäischen Gemeinschaft für Kohle und Stahl (EGKS oder Montanunion) an. Neben diesen wirtschaftlichen und politischen Vorstößen zur Festigung der wirtschaftlichen und außenpolitischen Situation wurde immer mehr, nicht zuletzt durch den Ausbruch des Koreakrieges initiiert, auch eine militärische Beteiligung an der Europäischen Verteidigungsgemeinschaft (EVG) oder dem Nordatlantikpakt angestrebt. Die nahe Vergangenheit vor Augen führte dies zu heftigen Auseinandersetzungen zwischen Regierung und Opposition, aber auch zu innerparteilichen Differenzen. So trat im Oktober 1950 der Innenminister Gustav Heinemann aus Protest gegen die „Remilitarisierungspolitik“ der Regierung zurück.
Nachdem das Besatzungsstatut 1952 durch den Deutschlandvertrag aufgehoben wurde und der Weg für eine „Wiederbewaffnung“ geebnet war, kam es im Bundestag zu scharfen Diskussionen und auf der Straße zu Protesten. Am 11. Mai 1952 fand in Essen eine von staatlichen Behörden verbotene Demonstration statt. Kommissar Knobloch erteilte Schießbefehl auf die Demonstranten. Zwei Kugeln eines Polizisten trafen den Kommunisten Philipp Müller, eine davon traf sein Herz tödlich. Außerdem wurden der Sozialdemokrat Bernhard Schwarze aus Münster und der parteilose Gewerkschafter Albert Bretthauer aus Kassel durch Polizeikugeln schwer verletzt. Der Ausgang der Debatte und die Konsequenzen daraus: Deutschland trat noch 1952 bzw. 1956 der Europäischen Verteidigungsgemeinschaft und der NATO bei und fing ebenfalls 1956 unter dem Verteidigungsminister Franz Josef Strauß mit dem Aufbau der Bundeswehr an. 1954 wurde der DDR durch die Sowjetunion ihre Souveränität zugestanden und zwei Jahre später mit dem Aufbau der NVA begonnen.

## Argumentationsmodelle
Allein die Analyse von Stigmawörtern wie „Wiederbewaffnung“, „Wehrbeitrag“ und „Remilitarisierung“ zeigt, dass die Diskussion auf vielen Ebenen geführt wurde und unterschiedliche Ambitionen Einfluss auf die Wortwahl genommen haben. Im heutigen Sprachgebrauch findet trotz der ursprünglich negativen deontischen Besetzung der Ausdruck „Wiederbewaffnung“ Verwendung, wie auch der Begriff des „Wehrbeitrags“ der auch die Namensgebung der Bundeswehr geprägt hat.

### Pro-Argumente

#### Bedrohung durch den Kommunismus
Das beste Mittel, um die Wiederbewaffnung zu rechtfertigen, war das Schüren von Angst vor einer aggressiven Sowjetunion. Um diese These zu stützen, wurde auf unterschiedlichen Ebenen argumentiert.
Das wichtigste von beiden Parteien genutzte Argument zur Aufrüstung war der Verweis auf die, als imperialistisch deklarierte Außenpolitik des jeweils anderen. Konrad Adenauer sprach in seinen Reden hierzu von „Unterjochung“ und der „Verteidigung christlicher Werte des Abendlandes“. Das kommunistische Staatssystem umschrieb er mit Worten wie „Sklaverei“ und „Ausbeutung“. Der Koreakrieg wurde im Jahr 1952 als wichtigster Beweis für die Aggressivität kommunistisch geführter Nationen und Parallelen zwischen dem geteilten Korea und dem geteilten Deutschland angeführt.
Weiterhin wurde der Aufbau von paramilitärischen Volkspolizeieinheiten in der sowjetischen Besatzungszone als Vorbereitung für einen Angriff auf die junge Bundesrepublik gewertet.
Die Vermittlung einer Systemähnlichkeit zwischen der kommunistischen Sowjetunion und dem nationalsozialistischen Deutschland war ein weiterer wichtiger Argumentationsansatz, dessen sich viele Redner bedienten. Dabei wurde die Bedrohungslage, die durch Hitler hervorgerufen worden war, auf die eigene außenpolitische Lage übertragen. Schlüsselwörter wie der Totalitarismus ermöglichten es den Protagonisten, diese Verbindung herzustellen und damit in der breiten Öffentlichkeit das Bild zu erwecken, dass die militärische Schwäche Deutschlands von der Sowjetunion ausgenutzt werde, um die Bundesrepublik ihrer Kontrolle zu unterwerfen.

#### Wiedervereinigung Deutschlands
Von Befürwortern der Wiederaufrüstung wurde auch das Argument der deutschen Wiedervereinigung angeführt. Es wurde argumentiert, dass die Wiederbewaffnung der Bundesrepublik als Zeichen einer „Politik der Stärke“ zu werten sei. Hier sind argumentative Parallelen zur Totalitarismus-Logik zu finden, nach der die Russen durch „Stärke“ zu Verhandlungen gezwungen werden müssten. Diese Argumentationsweise stellt einen Vorläufer der Abschreckungs-Theorie dar.

#### Europäische Integration und staatliche Souveränität
Das Bedürfnis der Bevölkerung nach politischer und wirtschaftlicher Stabilität wurde durch die Forderung nach europäischer Integration angesprochen. Die klare politische Orientierung nach Westen bot für die von Zerstörung und Flüchtlingsproblemen geplagte Bevölkerung Deutschlands Hoffnung auf eine bessere wirtschaftliche Lage. Daher wurde ein deutscher Beitrag zur 1952 gegründeten Europäischen Verteidigungsgemeinschaft (EVG) als Bündnisfestigung dargestellt. Außerdem, so der Rückschluss, werde dadurch eine Gleichberechtigung Deutschlands erreicht und die staatliche Souveränität der Bundesrepublik vollends wiederhergestellt.

### Kontra-Argumente

#### Pazifistisches Leitmotiv
Als pazifistisches Leitmotiv kam in der Anfangsphase der Rüstungsdiskussion der „ohne-mich“-Slogan auf. Diese plakative Parole basierte auf der Schlussfolgerung, ein Aufrüsten werde zum Krieg führen. Die Vorstellung, dass dies ein Präventivkrieg oder ein Rückeroberungskrieg und höchstwahrscheinlich ein Bruderkrieg auf deutschem Boden sein könnte, war für viele enorm erschreckend. Man befürchtete nicht nur, dass Deutschland bei einer Eskalation des Kalten Krieges zwischen den Machtblöcken gleichsam zerrieben werde, sondern wollte auch vermeiden, dass der gerade besiegte deutsche Militarismus wieder auflebte.
Dazu kam die Frage auf, für wen man bereit sein sollte, dieses Opfer zu erbringen. Aus der Sicht der Öffentlichkeit musste ein Waffengang für fremde Interessen auf jeden Fall vermieden werden.

#### Politische und juristische Bedenken
Das wohl wichtigste Argument war die unbeantwortete Frage nach einer deutschen Wiedervereinigung. Man sah diese durch eine zu starke Orientierung nach Westen gefährdet und durch eine überstürzte Wiederbewaffnung auf lange Sicht verhindert. Die Gegner der Wiederaufrüstung führten als alternativen Weg eine mögliche Neutralität oder das System der kollektiven Sicherheit an. Letzteres sollte deeskalierend wirken, indem man ein europäisches Sicherheitssystem unter Beteiligung aller Siegermächte aufzubauen versuchte.
Eine am 10. Juni eingereichte Verfassungsklage wurde am 30. Juli vom Bundesverfassungsgericht abgewiesen.

#### Finanzielle Lasten
Ein weiterer Grund gegen die erneute Rüstung bestand aus weitaus pragmatischeren Gründen. Deutschland befand sich in einer wirtschaftlich schlechten Lage mit ungewisser Zukunft, in den Kommunen bestanden Probleme, die Flüchtlinge einzugliedern und es herrschte extreme Wohnungsnot.

## Entwicklung der Wiederbewaffnungsdebatte bis 1950
Begonnen wurde die Diskussion zum Thema 1948, als britische und US-amerikanische Strategen nach Mitteln zur Eindämmung des sowjetischen Einflussgebietes suchten und dabei über eine westdeutsche Wiederbewaffnung nachdachten. In einer Zeitschrift der CDU erschien zu der Zeit folgender Artikel:
„[…] wenn die Jugend Westeuropas nicht mehr nach Nationen getrennt, sondern vereint für eine Abwehr gemeinsam einträte. In einer solchen westeuropäischen Armee könnte Westdeutschland einen Beitrag […] leisten.“
Charakteristisch für die Seite der Befürworter sind hier die Worte Abwehr und Beitrag. Sie unterstellen auf der einen Seite eine konkrete Bedrohung, die es abzuwehren gilt, und stellen die Aufrüstung legitimierend als notwendige Bündnisverpflichtung dar. Es wurde zwar im Ausland darüber diskutiert, Deutschland militärisch in Bündnissysteme einzugliedern, doch ging daraus wohl keine zwingende Verpflichtung für die Bundesrepublik hervor. Die erste Ablehnungsvokabel der Opposition, die „Wiederbewaffnung“, die implizit durch das Präfix Wieder annimmt, dass eine neue Wehrmacht entstehen könnte, wird dementsprechend vermieden und sogar dementiert. Adenauer drückt sich am 4. Dezember 1949 gegenüber der dpa so aus:
„In der Öffentlichkeit muss ein für allemal klargestellt werden, dass ich prinzipiell gegen eine Wiederaufrüstung der Bundesrepublik Deutschland und damit auch gegen die Errichtung einer neuen deutschen Wehrmacht bin.“
Adenauer versuchte dabei die Termini in Übereinstimmung mit der öffentlichen Meinung abzulehnen, während er gleichzeitig auf außenpolitischem Parkett die Bildung einer deutschen Armee vorantrieb. Die von Adenauer als differenzierende Bezeichnungen eingeführten „Remilitarisierung“ (in Anlehnung an die „Demilitarisierung“ Deutschlands durch die Alliierten nach Ende des Krieges) konnte sich allerdings in ihrer Unterscheidung nicht durchsetzen und war in der öffentlichen Diskussion wie die „Wiederbewaffnung“ deontisch negativ besetzt. Daher wurde in den folgenden Reden eher auf Wendungen wie „Beitrag zur Verteidigung Europas“ oder „deutsches Kontingent in einer europäischen Armee“ zurückgegriffen, um die Bemühungen als Beitrag zur Integration in den Westen darzustellen. In einer Vortragsnotiz der Dienststelle Blank, einem Stab, der zur Vorbereitung militärischer Maßnahmen eingesetzt worden war, heißt es dazu:
„Der Begriff Remilitarisierung sei wegen seiner Nähe zum Begriff ‚Renazifizierung’ zu vermeiden. […] Besser: ‚Eingliederung in die europäische Abwehrfront aus Notwehr’.“
Trotz dieser Bemühungen gelang es bis zum Ende der Diskussion nicht, den Begriff aus der öffentlichen Diskussion zu verbannen, bot er doch für die Opposition einen wunderbaren, von der CDU selbst geschaffenen, Angriffspunkt. Maßgebliche Mitschuld an dem Widerstand gegen eine Remilitarisierung war die bereits erwähnte gründliche Demilitarisierungspolitik der Alliierten. Gerade die ehemaligen Soldaten der Wehrmacht, denen dadurch das Bild vermittelt wurde, dass sie als Gesamtheit den Militarismus verkörperten, sträubten sich vehement gegen einen Waffendienst für die Bundesrepublik, hatten sie damit in der Vergangenheit doch keine guten Erfahrungen gemacht. Die Frankfurter Hefte stellten diesen Widerspruch im September 1950 so heraus:
„Die Remilitarisierung Westdeutschlands setzt voraus: Fünf Jahre alliiertes ‚Gesetz zur Befreiung von Nationalsozialismus und Militarismus’ sind als Irrtum zu erklären und rückgängig zu machen. […] Deutsche Generäle und Soldaten sollen trotz Nürnberg und Landsberg wackere Bundesgenossen sein.“
Der Versuch, den „Schüler der Demokratie“ in einen „Unteroffizier der Freiheit“ zu verwandeln, wird von Funk und Presse satirisch kommentiert. Es zeichnet sich das ab, was charakteristisch für die ganze Debatte werden sollte, nämlich das Verknüpfen der Wiederbewaffnung mit bestimmten Voraussetzungen. Hier wurde die Forderung nach einer „Ehrwiederherstellung“ des deutschen Soldaten als notwendige Bedingung verlangt. Uwe Schumacher charakterisiert die Konfliktentwicklung wie folgt:
„Die große Auseinandersetzung vollzieht sich ja nicht zwischen den Remilitarisierern schlechthin und irgendwelchen absoluten Pazifisten […]. Die große Auseinandersetzung vollzieht sich zwischen denjenigen, die unter heutigen Umständen ihren Willen zur Remilitarisierung einfach durchdrücken wollen, und denjenigen, die eine feste nationale und internationale Voraussetzung dafür verlangen […].“
Am 2. Mai 1950 gaben die Vereinigten Stabschefs der USA eine Stellungnahme zur westlichen Deutschlandpolitik gegenüber ihrer Regierung ab:
„Die Vereinigten Stabschefs sind der festen Überzeugung, dass aus militärischer Sicht die angemessene und frühe Wiederbewaffnung Westdeutschlands von grundlegender Bedeutung für die Verteidigung Westeuropas gegen die UdSSR ist. Um sicherzustellen, dass die Arbeitskraft und die Rohstoffe des deutschen Volkes eine Quelle der konstruktiven Stärke für die freie Welt werden, anstatt wiederum zu einer Bedrohung – allein oder sogar gemeinsam mit der UdSSR –, sollte die gegenwärtige Politik der Abrüstung und Entmilitarisierung im Hinblick auf Westdeutschland geändert werden.“
Am 17. Mai 1950 gaben die Vereinigten Stabschefs eine Stellungnahme zur Frage einer Bundespolizei in Westdeutschland ab: Die Vereinigten Stabschefs sind […] übereingekommen, dem Rat der Außenminister zu empfehlen, dass Westdeutschland gestattet werden soll, 5.000 Mann Bundespolizei zu haben, die „Staatsschutz“ (Republican Guard) genannt werden soll. Die Vereinigten Stabschefs fordern nachdrücklich, dass die Außenminister dieser Empfehlung nachkommen, da eine solche Truppe sehr wohl der erste Schritt zu einer späteren Wiederbewaffnung Deutschlands sein könne.

## Einfluss des Koreakrieges
Nach dem Ausbruch des Koreakrieges am 25. Juni 1950 änderte sich die öffentliche Meinung zu Gunsten der Bewaffnungsbefürworter. Die Argumentation änderte sich nun zu einer Befürwortung der Wiederbewaffnung unter Verwendung von Begriffen wie Bedrohung, Schutz und Verteidigung. Zugute kam dieser Argumentationsweise eine Ähnlichkeit der politischen Lage in Korea und der in Deutschland.
Außerdem befand sich die Opposition, mit Ausnahme der KPD, in der Zwickmühle, eine Sowohl-als-auch-Haltung einnehmen zu müssen, das heißt die Wiederbewaffnung nicht abzulehnen, aber auch nicht unter den Umständen anzunehmen. Maßgeblichen Einfluss auf diese Entwicklung hatte die Tatsache, dass der defensive Begriff des „Wehrbeitrags“ sich im Laufe der Debatte durchgesetzt hatte und in den Gebrauch der SPD übergewandert war. Dies wirkte sich schwächend auf die Argumentationsbasis der Opposition aus, da dieser somit eine undurchsichtige Komplexität zugeschoben wurde.
Zunehmend trat somit die Politik der Stärke in den Vordergrund, die von den Amerikanern politisch vorgelebt wurde. Kern dieser Argumentation war wieder die Systemähnlichkeit zwischen den Sowjets und den Nationalsozialisten, wobei man so argumentierte, dass der Zweite Weltkrieg hätte verhindert werden können, hätte man gegenüber dem NS-Regime eine entsprechende Außenpolitik walten lassen. Der Begriff der Systemähnlichkeit implizierte, dass eine reelle Kriegsgefahr durch konkretes Handeln – der Politik der Stärke – verhindert werden muss. Adenauer beschreibt seine Vorstellung über die Sowjetunion auf einer CDU-Kundgebung wie folgt:
„Die totalitären Staaten verneinen Recht und Gesetz. […] Wir kennen ja aus unserer Vergangenheit in Deutschland das System der totalitären Staaten. Wir wissen, welche Gefahr ein großer totalitärer Staat für seine ganze Umgebung mit sich bringt. Die Sowjet-Union ist ein noch viel mächtigerer und viel totalitärer Staat, als es das nationalsozialistische Deutschland gewesen ist.“
Bundesinnenminister Gustav Heinemann (CDU) trat 1950 zurück und kritisierte in einer Rede vom 21. November 1951 die geplante Wiederaufrüstung:

„Angesichts der Tatsache des zweigeteilten Deutschlands muß die Bemühung um eine Wiedervereinigung die beherrschende sein. Der Bundeskanzler denkt darüber anders. Für ihn ist westdeutsche Aufrüstung der Hebel für die Erlangung westdeutscher Souveränität. Er trifft sich darin mit der Konzeption der amerikanischen Politik erdumspannender Rüstung gegen die Sowjetunion. Wenn der Weg des Bundeskanzlers zu Ende gegangen wird, so sehe ich ein dreifaches Ergebnis voraus: Das eine Ergebnis wird sein, daß die Bundesrepublik Deutschland eine Scheinsouveränität erlangt. Ein anderes Ergebnis wird die vertiefte Spaltung Deutschlands und eine erhöhte Kriegsgefahr sein. Unbestreitbar wird westdeutsche Aufrüstung verschärfend und keinesfalls entspannend wirken. Rußland wird reagieren. Wir stehen vor der Frage, ob wir durch das, was hier in Westdeutschland geschehen soll, nicht gerade die Lawine in Gang setzen, vor der wir uns schützen wollen. Rußland hat wiederholt erklärt, daß es eine westdeutsche Aufrüstung keinesfalls dulden werde.“

In der Regierungskoalition regte sich im Juni 1952 erneut Widerstand unter den Abgeordneten. Der außenpolitische Experte der FDP-Fraktion Karl Georg Pfleiderer schlug dabei vor, Deutschland zwar mit einer nationalen Streitkraft zu versehen, aber die „Puffer“-Funktion zwischen den Mächten auszuweiten. Trotz dieser Kritik glättete sich die Empörung bis zur endgültigen Abstimmung, so dass die FDP dem Vertragswerk zustimmte.